# Daniel Andrés Ríos
Daniel Andrés Ríos (n. Córdoba, Provincia de Córdoba, Argentina; 21 de febrero de 1983) es un exfutbolista argentino. Jugaba de delantero o extremo. 

## Trayectoria
Su trayectoria pasa por Universitario de Córdoba donde jugó 10 partidos e hizo 4 goles; luego, como profesional, en el Club Atlético Belgrano, donde jugó 82 partidos, marcando 12 goles en primera; también ha jugado en la B nacional.
Ríos llegó a México en el torneo Apertura 2007 como refuerzo al Tiburones Rojos de Veracruz a petición del entonces entrenador escualo Nery Alberto Pumpido, en ese torneo "La Pulga" anotó 5 goles, pero se perdió el resto del campeonato desde la fecha 13 contra Monterrey por una fuerte lesión. Debido a ello, en el Clausura 2008 no tuvo aparición. Ya recuperado y luego de jugar 2 años en México, regresó al fútbol argentino para ser jugador de Colón.

## Clubes

### Como jugador
| Club                      | País      | Año       |
| ------------------------- | --------- | --------- |
| Belgrano                  | Argentina | 2000-2007 |
| Veracruz                  | México    | 2007-2008 |
| Toluca                    | México    | 2008-2009 |
| Atlas                     | México    | 2009      |
| Colón                     | Argentina | 2010      |
| 9 de Julio de Río Tercero | Argentina | 2014      |
| Club Atlético Río Tercero | Argentina | 2018      |

## Palmarés
| Título           | Club   | País   | Temporada |
| ---------------- | ------ | ------ | --------- |
| Primera División | Toluca | México | 2008      |